# Cung điện New York, Budapest
Cung điện New York là một khách sạn sang trọng nằm trên Đại lộ Grand thuộc khu vực Erzsébet körút, thủ đô Budapest. Địa chỉ: số 9–11 đường Erzsébet körút, quận VII, thủ đô Budapest, Hungary.
Cung điện là một phần của chuỗi khách sạn sang trọng The Dedica Anthology và trước đây có tên gọi là Boscolo Budapest (từ năm 2006 đến năm 2017). Công ty Bảo hiểm Nhân thọ New York trực tiếp khởi công xây dựng tòa nhà vào năm 1894 dựa trên bản thiết kế của ba kiến trúc sư nổi tiếng người Hungary Alajos Hauszmann, Flóris Korb và Kálmán Giergl. Cung điện chính thức mở cửa vào ngày 23 tháng 10 năm 1894 và từ đó, nơi đây đã trở thành trụ sở chính của Công ty bảo hiểm này. Quán cà phê New York nổi tiếng (tiếng Hungary: New York Kávéház) ở tầng trệt của tòa nhà đã từng là trung tâm văn học và thơ ca lâu đời của Hungary. Những bức tượng và đồ trang trí khác của tòa nhà, đặc biệt là bức tượng 16 sinh vật nửa người nửa sói của quán cà phê, đều là những tác phẩm xuất sắc của nhà điêu khắc nổi tiếng Károly Senyei.
Tòa nhà đã được quốc hữu hóa trong thời kỳ cộng sản. Tuy nhiên, Chiến tranh thế giới thứ hai đã tàn phá phần lớn các tòa nhà của Budapest: vào năm 1957, các nhà điêu khắc Hungary Sándor Boldogfai Farkas, Ödön Metky và János Sóváry đã chạm khắc các bản sao về các tác phẩm điêu khắc bị hư hỏng của quán cà phê New York ở Hungary. Sau khi chủ nghĩa cộng sản sụp đổ, vào tháng 2 năm 2001, chuỗi Khách sạn Boscolo của Ý đã mua lại các bản sao này. Sau khi quá trình tân trang hoàn tất, Cung điện New York đã chính thức mở cửa trở lại vào ngày 5 tháng 5 năm 2006 với diện mạo mới là một khách sạn sang trọng gồm 107 phòng, và một quán Café lãng mạn nằm ở tầng trệt.

## Một số hình ảnh

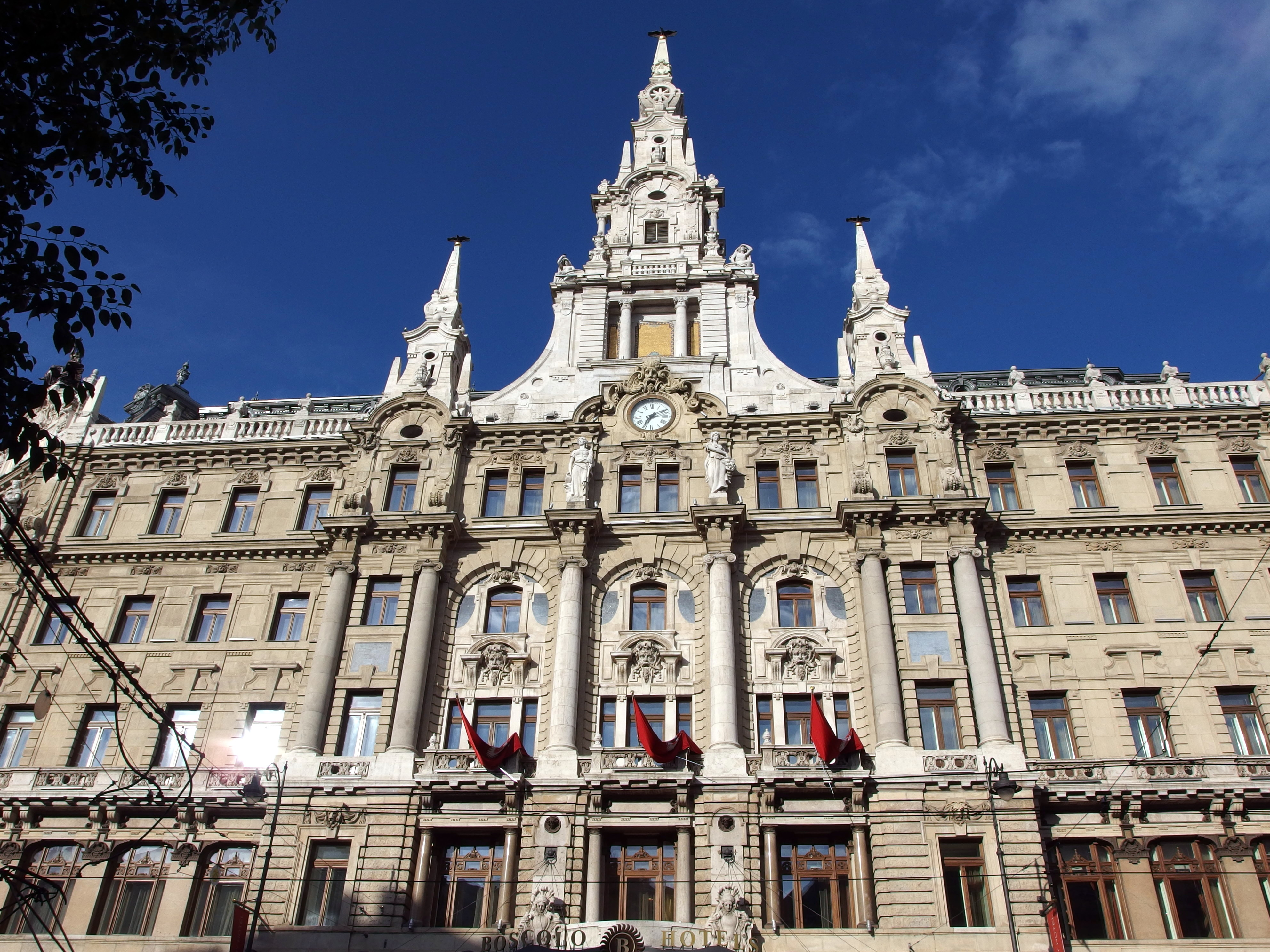
Cung điện New York Budapest
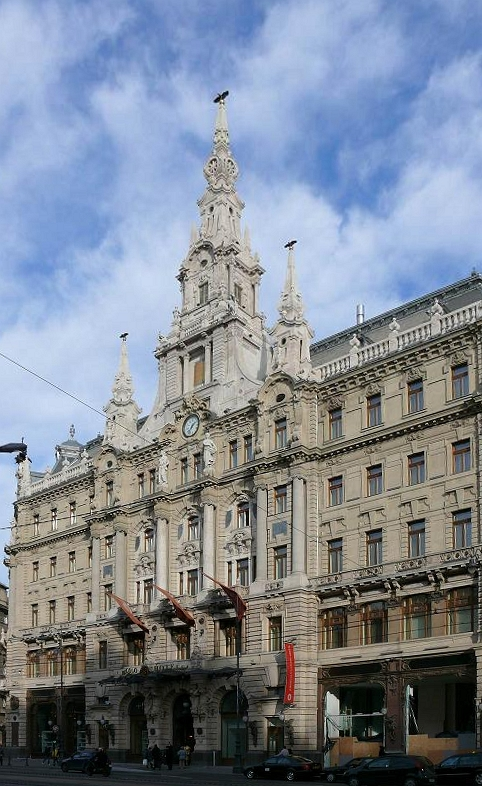
Cung điện New York Budapest
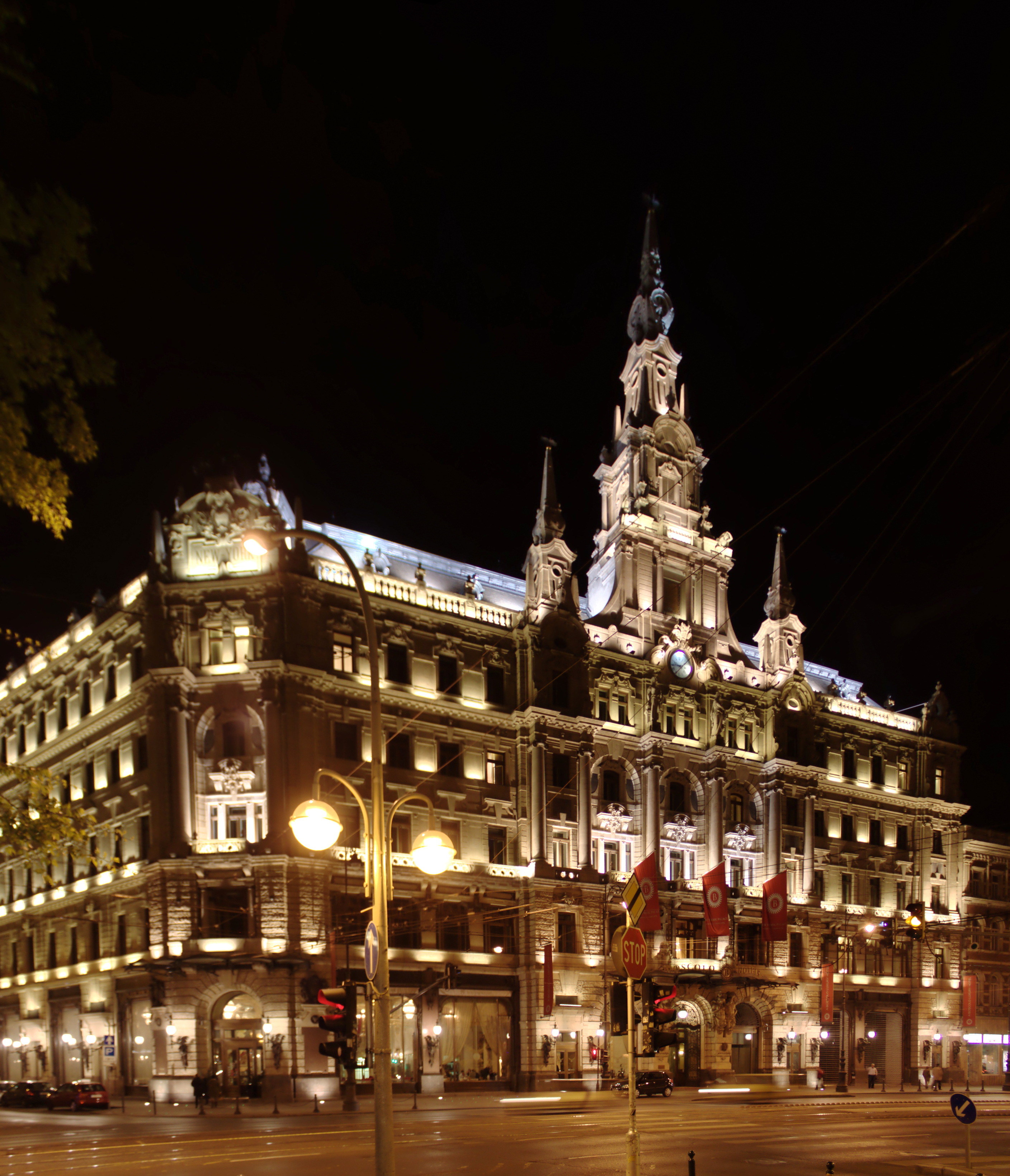
Cung điện Budapest ở New York về đêm
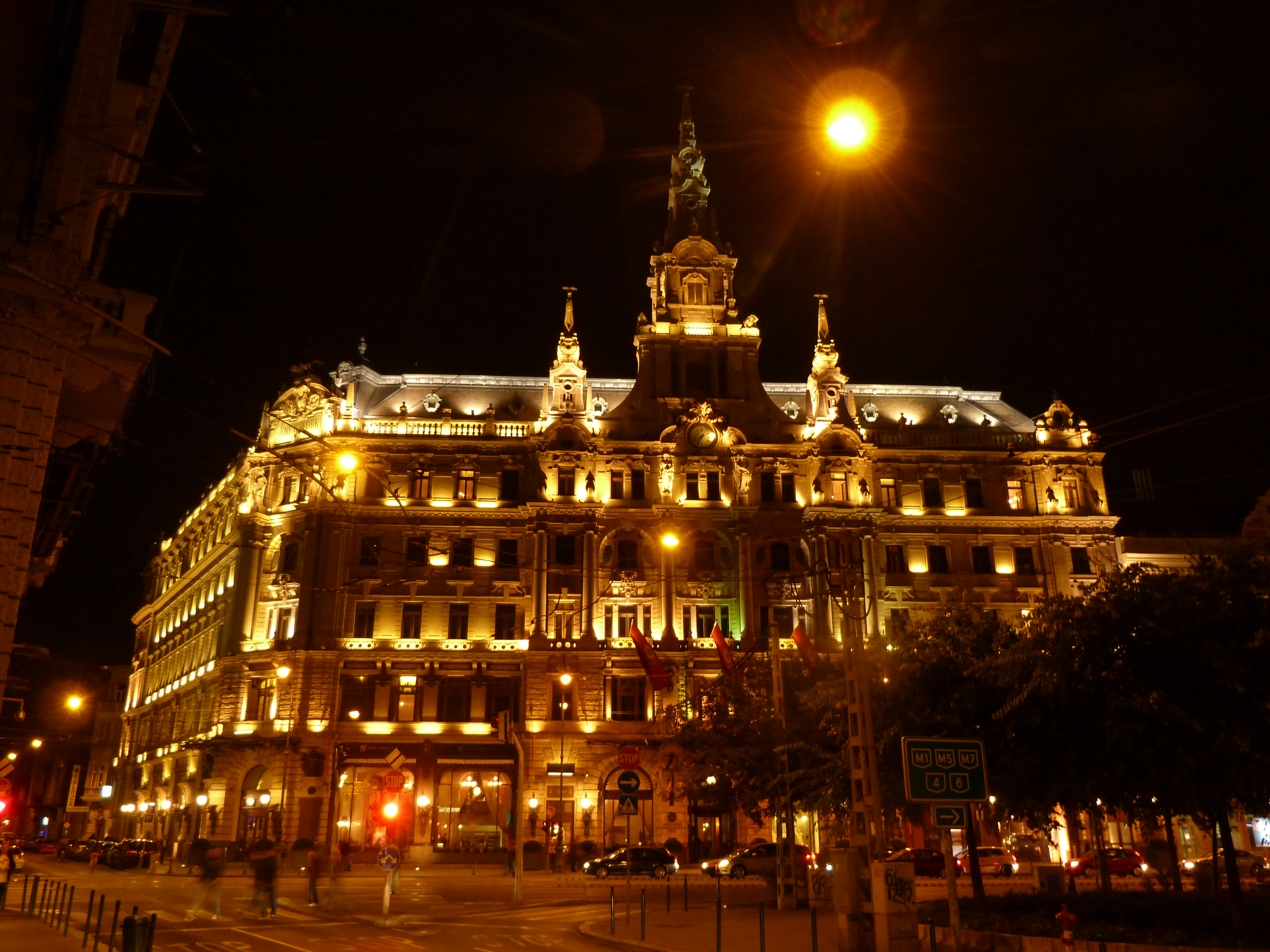
Cung điện New York Budapest
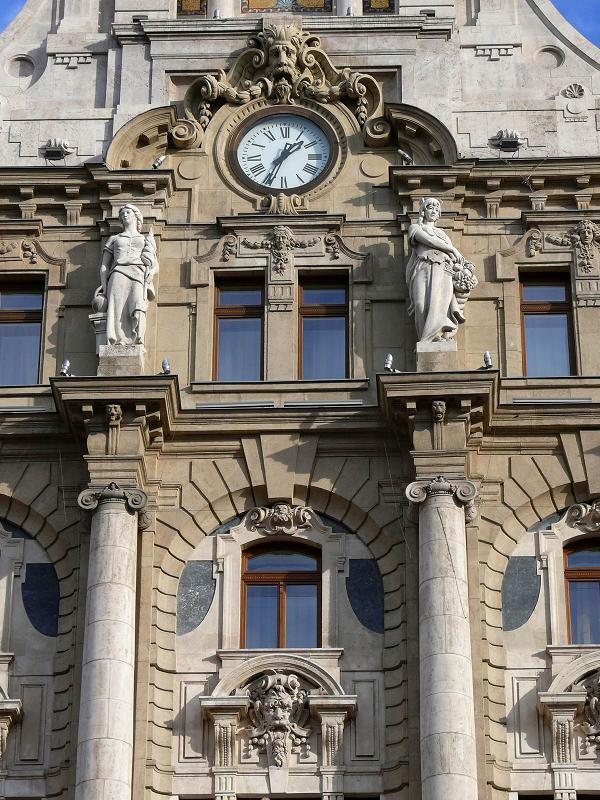
Mặt tiền của Cung điện New York Budapest
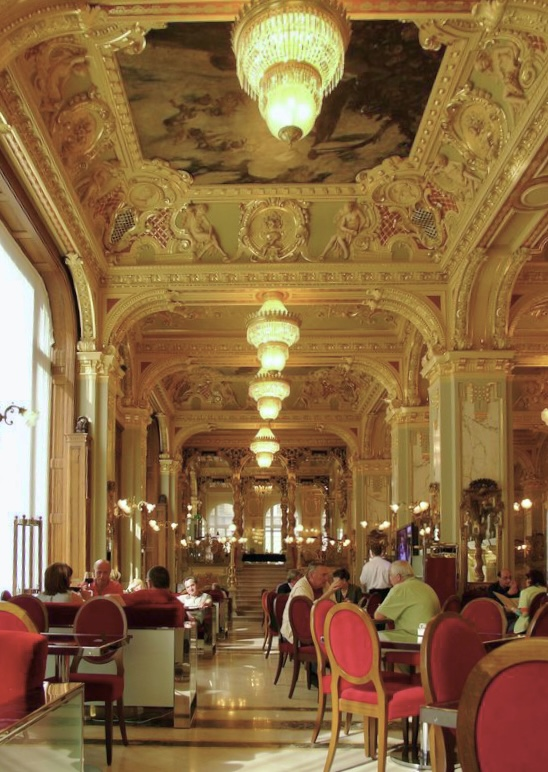
Quán cà phê New York